# Boborás

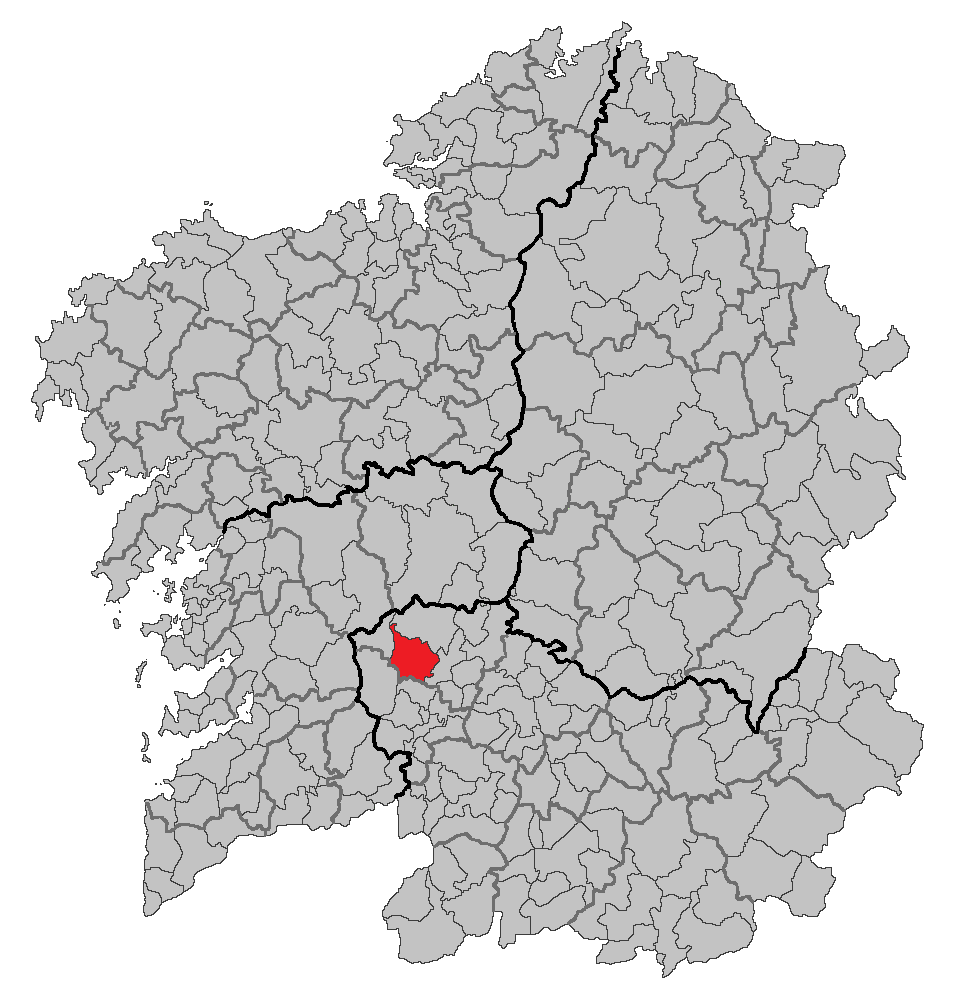
Localização de Boborás

Boborás é um município da Espanha na província de Ourense, comunidade autónoma da Galiza, de área de 55,97 km² com população de 2299 habitantes (2018) e densidade populacional de 6,87 hab./km².

## Demografia
| Variação demográfica do município entre 1991 e 2004 | Variação demográfica do município entre 1991 e 2004 | Variação demográfica do município entre 1991 e 2004 | Variação demográfica do município entre 1991 e 2004 |
| --------------------------------------------------- | --------------------------------------------------- | --------------------------------------------------- | --------------------------------------------------- |
| 1991                                                | 1996                                                | 2001                                                | 2004                                                |
| 3888                                                | 3712                                                | 3313                                                | 3214                                                |